# Казак ели (монумент)
«Казак ели» (каз. Қазақ елі, с казахского — «страна казахов») — памятник культуры и архитектуры, расположенный на площади Независимости в городе Астана. Памятник был открыт в 2009 году. Авторами памятника являются Сарсенбек Жунисов и Жанбыршы Нуркенов.

## Описание
Общая площадь историко-мемориального комплекса составляет 5,2 гектар, из них центральная площадка, на которой расположен памятник, занимает 1 гектар. Высота стелы составляет 91 метр, что обозначает год, когда Казахстана получил независимость (1991). Мифическая птица, Самрук символически «сторожит» покой Казахстана. Цвет памятника белый.
Вокруг стелы установлена колоннада из 28 колонн общей длиной 120 метров. Стела находится в ее центре на четырехгранном постаменте из гранита.
Центральный барельеф называется «Народ и Президент». На нём изображен Первый Президент Казахстана Нурсултан Назарбаев на момент возложения руки на Конституцию, а также, люди в казахских национальных костюмах. Второй барельеф с правой стороны памятника называется «Мужество». На нем изображены воины, защищавшие свое Отечество из разных эпох. Третий барельеф называется «Созидание». Расположен он с западной стороны. В нем расположено развитие Казахстана от кочевой до современной эпохи, также предстают образы ученых и инженеров, металлургов и земледельцев. Четвертый барельеф, расположенный на восточной стороне монумента, называется «Будущее». Он изображает представителей казахстанской молодежи, добившихся значительных достижений в науке, культуре и спорте. В середине композиции находится молодая семья, символизирующая институт брака.
Все эти идеи завершаются скульптурной композицией «Единство», которая по задумке авторов должна была передать переживания казахстанцев при обретении независимости.